# Romaria dos Canoeiros
Romaria dos Canoeiros de Araras é uma peregrinação religiosa da cidade de Araras do Estado de São Paulo. A romaria de Canoas de Araras (SP) teve início em março de 2003 e foi organizada por uma comissão de rancheiros e consiste na participação dos moradores da comunidade local, que apresentam uma cultura típica do estilo de vida dos ribeirinhos associados a preceitos religiosos da cultura católica romana para saudação a São José, data comemorativa do padroeiro.
A procissão é agora realizada anualmente no mês de março e a comunidade de São Benedito qual pertence a Capela de São José, está localizada no bairro rural da Cascata, as margens do rio Mogi Guaçu onde tem início a romaria o culto a fé. A cultura local é marcada pela tradição e tem início com a Romaria dos Canoeiros pelas águas do rio com partida no "bar do Cris com destino ao Bar do Paraquedas" e a procissão segue até a capela de São José.
A romaria conta com outras atividades culturais e tem como evento principal a missa de louvor a São José e também bingos, a festa no salão de festa da igreja, shows musicais e comidas típicas da região. A comunidade local assegura que essa romaria é um ato de fé e renovação para continuar em comunhão com a natureza e o culto a fé.
- Local: Araras-SP
- Capela São José: às margens do Rio Mogi Guaçu, com ranchos e bares. No local acontece todos os anos no mês de março, a Romaria de Canoeiros, com os fiéis do padroeiro São José. No local existe a Capela de São José, um grande salão para festas com estacionamento e estrutura de cozinha, banheiros, palco para shows etc. O bairro ainda conta com uma estrutura para off-road que acontece duas vezes ao ano, com jipeiros e motoqueiros.
- Peregrinação e romaria[2]
- Atividades culturais